# Braslovje
Braslovje je naselje koje se nalazi u sastavu Grada Samobora, Zagrebačka županija. Površina naselja iznosi 3,19 km2.

## Stanovništvo
Prema popisu stanovništva iz 2011. godine, naselje je imalo 345 stanovnika,  a 101 obiteljskih kućanstava prema popisu iz 2001.
| broj stanovnika | 251   | 274   | 311   | 296   | 297   | 379   | 394   | 470   | 454   | 460   | 451   | 450   | 427   | 404   | 361   | 345   | 302   |
|                 | 1857. | 1869. | 1880. | 1890. | 1900. | 1910. | 1921. | 1931. | 1948. | 1953. | 1961. | 1971. | 1981. | 1991. | 2001. | 2011. | 2021. |

## Spomenici i znamenitosti
- Kapela Presvetog Trojstva, rimokatolička crkva